# Åsa-Nisse i agentform
Åsa-Nisse i agentform är en svensk komedifilm från 1967 i regi av Arne Stivell.
Filmen hade premiär 25 augusti 1967 på biograferna Grand i Eksjö och Saga i Vetlanda.

## Handling[2]
En spöksändare har tagit makten över Knohults TV-sändningar vilket gör att bara fyra år gamla program visas. Åsa-Nisse och Klabbarparn bestämmer sig för att göra hemlig agent av handlare Sjökvist. Med agentens ABZ-bok lär de Sjökvist en agents alla trix; de hinner även med att uppfinna en bond-bil. Spåren leder dem till Höjdåsen, ett öde hus med dansande flickor som vakter. Sedan blir det biljakter i sann James Bond-anda.

## Om filmen
Åsa-Nisse i agentform är den 18:e inspelade Åsa-Nissefilmen som baseras på Stig Cederholms Åsa-Nisse. Inspelningen skedde med exteriörer från bland annat Vallentunasjön i Täby och Eksjö Stadshotell med foto av Bengt Dalunde. För filmens dansavsnitt svarade John Ivar Deckner.
Åsa-Nisse i agentform har visats i SVT, bland annat i maj 2024.

## Roller[6]
- John Elfström -Åsa-Nisse
- Artur Rolén - Klabbarparn
- Gustaf Lövås - Handlanden Sjökvist
- Akke Carlsson - Landsfiskal Klöverhage
- Gösta "Snoddas" Nordgren  Handlarbiträde
- Anna Öst
- Siw Öst
- Jonny Öst
- Rolf Öst
- Rolf Scherrer
- Staffan Winbergh
- Anders Nord
- Per Bruun
- Mikael Ramel - Artister på Eksjö Stadshotell
- Gus Dahlström - Jönsson, smed, brandkårsman
- Maude Adelson och Lena Stivell - Två bondflickor
- Carl-Gustaf Lindstedt - Gubben i lådan
- Stellan Skantz - Hovmästare på Eksjö Stadshotell
- Lars Lennartsson - Spaningsledare
- Arne Stivell - Jägare

## Musik i filmen[7]
- Nashville Cats, kompositör och text John Sebastian, svensk text Ingvar Tunevik
- Det stämmer så bra, kompostitör Jonny Öst, text Anna Öst och Jonny Öst, sång Anna Öst och John Elfström
- Happy together, kompositör och text Garry Donner och Alan Gordon, svensk text Roland Lydén
- Marcia Carolos Rex, kompositör Wilhelm Harteveld
- Spelemannen, kompositör och text Anna Öst och Jonny Öst
- Tangokavaljeren, kompositör Jules Sylvain, text Åke Söderblom
- Vackra Anna, kompositör och text Hugo Lindh
- Wien liebt Wien, kompositör Johann Schrammel

## Kritik[3]
| ”                                                       | [...] för den här Åsa-Nissefilmen var sämre än jag någonsin kunde föreställa mig. Och bion var välfylld. När man konstaterat att situationerna inte ens nödtorftigt hängde ihop, att komiken var på det andliga blottarstadiet, att de enklaste förflyttningar drogs ut till fyllnadsgods för den absoluta fantasilösheten och att fotot var så jämmerligt att personerna mest gick omkring med skuggor och oskärpa i ansiktet - då spred sig en behaglig känsla i kroppen. För detta måste vara den fulländat dåliga filmen. | „ |
| – Hanserik Hjerten, Svenska Dagbladet, 12 november 1967 | |   |